# Dagný
Dagný je ženské křestní jméno skandinávského původu. Mezi alternativní formy patří Dagna, Dagne a lotyšská forma Dagnija. Jméno pochází ze germánského slova „daga“ (v překladu „den“), starosaského a starohornoněmeckého „tac“ a „tag“, staroanglického „daeg“ a islandského „ný“ (v překladu „nový“).
Jméno se vyskytlo v severské mytologii, prakticky se pak po staletí nepoužívalo a bylo oživeno ve druhé polovině 19. století (to je připisováno jednak postavě tohoto jména ve hře Henrika Ibsena Válečníci na Helgelandu z roku 1857, nebo spíše popularitě Dagny, skandinávského ženského časopisu založeného v roce 1886.

## Známí nositelé
- Dagný Brynjarsdóttir (* 1991) – islandská fotbalistka
- Dagny Valborg Carlsson (rozená Dagny Valborg Eriksson, 1912–2022) – švédská blogerka
- Dagny Hald – norská keramička a ilustrátorka
- Dagny Haraldsen (rozená Ulrichsen, 1896–1994) – matka královny Sonji Norské
- Dagny Hultgreen – americká moderátorka norského původu
- Dagny Jørgensen – norská alpská lyžařka
- Dagny Johnson – americká envinronmetalistická aktivistka
- Dagny Juel – norská spisovatelka
- Dagny Knutson – americká plavkyně norského původu
- Dagny Rollins – herečka z Čarodějnice školou povinné
- Dagný Skúladóttir – islandská házenkářka
- Dagnija Stake – lotyšská politička
- Dagnija Lejina – lotyšská aktivistka